# Enrico Candiani
Enrico Aldo Candiani (Busto Arsizio, 29 settembre 1918 – Busto Arsizio, 27 febbraio 2008) è stato un calciatore e dirigente sportivo italiano, di ruolo attaccante.

## Biografia
È scomparso all'età di 89 anni dopo una lunga malattia.

## Caratteristiche tecniche
Giocava come mezzala sinistra o ala sinistra. Essendo mancino, utilizzava raramente il piede destro.

## Carriera
A 15 anni nella giovanili della Pro Patria, passa l'anno successivo fra i giovani dell'Ambrosiana Inter. Fa le prime comparse in prima squadra nella stagione 1938-1939, prima nel ruolo di mezzala e quindi progressivamente spostato all'ala sinistra dall'allenatore nerazzurro Tony Cargnelli. Dopo una stagione con 17 presenze in campionato e la vittoria in Coppa Italia, s'impone definitivamente come titolare l'anno successivo, contribuendo con 8 reti alla conquista dello scudetto 1939-1940. Resta in nerazzurro anche nelle tre stagioni successive, con un secondo e un quarto posto in campionato intervallati da un piazzamento al dodicesimo posto nel 1941-1942.
Dopo l'interruzione ufficiale dei campionati nel 1943, Candiani disputa con l'Ambrosiana anche il Campionato Alta Italia 1944, e dopo la guerra rimane fra i nerazzurri (con la compagine ridenominata Inter) per disputare il campionato 1945-1946. In quella stagione Candiani realizza 11 reti nel Campionato Alta Italia e 6 nel girone finale, fra cui un poker contro il Grande Torino in un incontro disputato il 14 luglio 1946, unico calciatore ad essere riuscito a fare 4 reti in una partita contro i granata.
Poi Candiani si trasferisce alla Juventus, dove resta una stagione nella quale realizza 15 reti contribuendo al secondo posto finale, quindi torna alla squadra della sua città, la Pro Patria, neopromossa in Serie A, che porta nella stagione 1947-1948, all'ottavo posto finale, miglior risultato della storia per i biancoblù.
Dopo due stagioni a Busto Arsizio, nell'estate 1949 passa al Milan, dove, pur non essendo utilizzato in continuità, realizza 8 reti giocando al fianco di Gunnar Nordahl. In quella stagione, conclusasi al secondo posto, Candiani realizza due reti nei primi 6 minuti del 6-5 nel Derby di Milano perso e l'ultima rete nell'1-7 a Torino contro la Juventus, segnando la rete che chiude il tabellino. A fine stagione passa al Livorno in Serie B e l'anno successivo in Serie C al Foggia, dove ritrova il suo vecchio allenatore dei tempi dell'Ambrosiana Tony Cargnelli e dove chiude la carriera agonistica.
Totalizza complessivamente 231 presenze e 80 reti in Serie A nei campionati a Girone Unico (più 54 presenze e 26 reti nei campionati 1944 e 1945-1946), figurando fra i 100 marcatori più prolifici della storia del campionato.

## Dopo il ritiro
Per un decennio, dalla stagione 1959-1960 fino alla stagione 1969-1970, è stato presidente della Pro Patria.

## Palmarès
- Coppa Italia: 1

Ambrosiana-Inter: 1938-1939
- Campionato italiano: 1

Ambrosiana-Inter: 1939-1940